# Chiney Ogwumike
Chinenye Ogwumike, dite communément Chiney Ogwumike, née le 21 mars 1992 à Tomball, Texas, est une joueuse américaine de basket-ball. En 2014, elle a été sélectionnée en première position de la draft WNBA 2014.

## Biographie

### Les débuts
Fille de Peter et Ify Ogwumike, elle a trois sœurs se prénommant Nnemkadi (dite Nneka), Chisom et Ernima. Elle joue au lycée à la Cypress Fairbanks High School à Cypress, Texas, où elle remporte le championnat lors de ses années sophomore et senior. Ogwumike est nommée All-American par la WBCA et McDonald's. Elle participate au WBCA High School All-America Game 2010, où elle inscrit 24 points et remporte le titre de MVP de l'équipe blanche.

### Carrière universitaire
Elle opte pour Stanford de préférence à Connecticut et Notre Dame, où elle rejoint sa sœur Nneka. Elle dispute deux fois le Final Four NCAA avec le Cardinal de Stanford. Elle bat le record de rebonds - détenu par Kayla Pedersen - de Stanford et de la Pac-12 le 3 janvier 2014.

## USA Basketball
Ogwumike est sélectionnée dans l'équipe nationale 2010 des 18 ans et moins dirigée par Jennifer Rizzotti qui remporte la médaille d'or au Championnat des Amériques à Colorado Springs (Colorado). Ogwumike est dans le cinq de départ des cinq rencontres et finit meilleure marqueuse et rebondeuse avec 13,2 points et 7,4 rebonds par rencontre,.
Surclassée, elle remporte l'or au Mondial universitaires 2011 disputé à Shenzhen (Chine) en compagnie de son aînée Nneka Ogwumike. Toutes deux débutent toutes les six rencontres, Chiney convertissant 25 de ses 37 tirs (67.6 % de réussite).
En 2012, elle remporte avec les États-Unis, 17-16 face à la France, le premier championnat du monde de 3x3 avec Skylar Diggins, Bria Hartley et Ann Strother.
Elle figure dans la présélection pour le championnat du monde 2014 mais fait partie des joueuses invitées à le quitter avant la première rencontre amicale.

## Carrière professionnelle
Deux ans après sa sœur Nneka Ogwumike avec les Sparks de Los Angeles, elle est draftée en 2014 en première position, cette fois par le Sun du Connecticut.
Elle est sélectionnée pour le WNBA All-Star Game 2014. 
Devançant Odyssey Sims (deux fois rookie du mois), elle est élue Rookie de l'année deux ans après sa sœur Nneka, ce qui est une première dans l'histoire de la ligue. Également deux fois rookie du mois, ses statistiques cumulées sont de 15,5 points (1re des rookies, 11e de la ligue), 8,5 rebonds (2e des rookies et de la ligue, 7e de la ligue et même 2e pour les seuls rebonds offensifs) et 1,2 interception (3e des rookies). Elle réussit 13 double-doubles (1re des rookies). Mal remise d'une blessure contractée durant l'hiver en Europe, elle renonce à la saison WNBA 2015 après un premier exercice prometteur (15,5 points et 8,5 rebonds).
Elle fait son retour d'abord timide lors de la saison 2016 puis le 7 juillet, elle inscrit 21 points avec 8 tirs réussis sur 8 et réussit une interception décisive en fin de quatrième quart-temps pour permettre au Sun de l'emporter 93 à 89 après prolongation face au champion en titre, le Lynx du Minnesota. Le transfert de Kelsey Bone coïncide avec son retour en forme qui réussit au moins 20 points face au Lynx et au Fever, les deux finalistes de la saison précédente. Peu après la mi-juillet, elle réussit trois double-doubles consécutifs avec 17,2 points et une adresse de 62,5 %, 9,6 rebonds, 2,3 contres et 2,0 interceptions par rencontre. Lors de la victoire 89 à 78 face aux Wings de Dallas, elle inscrit 15 rebonds et réussit trois nouveaux records personnels avec 26 points,7 contres et quatre interceptions, confirmant ainsi son retour au plus haut niveau. Le 3 septembre, elle inscrit 22 points pour permettre au Sun de l'emporter 87 à 74 sur le Mercury de Phoenix.
Pendant sa convalescence, elle travaille à un projet de reconversion sportive et signe un contrat pluriannuel avec ESPN d'analyste NBA. Lors de la saison WNBA 2018, elle inscrit un record personnel de 30 points avec 13 tirs réussis sur 16 le 16 juin mas ne peut empêcher la victoire du Storm de Seattle face au Sun sur le score de 103 à 92. malgré deux graves blessures qui lui ont fait manque les saisons 2015 et 2017, elle est sélectionnée pour le WNBA All-Star Game 2018.
Le 27 avril 2019, le Sun du Connecticut la transfère aux Sparks de Los Angeles, où elle doit faire équipe avec sa sœur Nneka Ogwumike, contre leur premier choix de la draft 2020.

## Étranger
Fin août, elle annonce sa signature au club italien d'Euroligue de Famila Schio. Après des débuts prometteurs (19,3 points et 7,3 rebonds en trois matches d'Euroligue), elle se blesse et doit quitter le club dès décembre. En 2015-2016, elle joue pour le club turc de Galatasaray.
Après la saison WNBA 2016, elle rejoint le club chinois de Henan Yichuan, mais se blesse au tendon du genou en décembre 2016, ce qui compromet sa participation à la saison WNBA 2017

## Palmarès
- Pac-12 Player of the Year (2014)
- Pac-12 Defensive Player of the Year (2014)
- Pac-12 Player of the Year (2013)
- Pac-12 Defensive Player of the Year (2013)
- All-Pacific-10 Conference Team (2011).
- All-Pac-10 All-Defensive Team (2011).
- All-Pac-10 Tournament Team (2011).
- Pac-10 Freshman of the Year (2011).
- ESPNW First Team All-American (2014)[31]
- USBWA All-American team (2014)[32]
- John R. Wooden Award (2014)
- Rookie de l'année 2014[18]

## Distinctions personnelles
- Sélection au WNBA All-Star Game 2014 et 2018[33]